# 纽克拉 (科罗拉多州)
纽克拉（英語：Nucla），是美国科罗拉多州蒙特罗斯县下属的一座城鎮。建鎮于1915年3月14日，面积大约为0.719平方英里（1.863平方公里）。根据2010年美国人口普查，该鎮有人口711人。2011年估计该鎮有人口707人，相比2010年人口增长率为-0.56%。同时，论人口该鎮是科罗拉多州第171大市鎮。